# Brześć Centralny
Brześć Centralny (biał. Брэст-Цэнтральны, ros. Брест-Центральный) – stacja kolejowa w Brześciu, w obwodzie brzeskim, na Białorusi. Przejście graniczne z Polską. Znajduje się tu 5 peronów, kilka budynków stacyjnych (w tym główny budynek dworca z poczekalnią, kasami, przechowalnią bagażu, pocztą, restauracją, sklepami, kantorami i punktami usługowymi), punkt odprawy celnej i paszportowej, budynek dworca podmiejskiego, lokomotywownia oraz punkt zamiany wózków wagonowych z europejskiego rozstawu toru (1435 mm) na wschodni (1520 mm) i odwrotnie.

## Historia
Stacja powstała w XIX w. na drodze żelaznej moskiewsko-brzeskiej pomiędzy stacją Żabinka i stacją drogi żelaznej warszawsko-terespolskiej Terespol.
Początkowo dworzec w Brześciu Litewskim powstał w 1886 jako jednopiętrowy budynek w stylu neogotyckim po tym, jak wybudowano kolej moskiewsko-brzeską połączoną z warszawsko-terespolską drogą żelazną. Obiekt zaprojektowali rosyjscy architekci J. Garbunow, W. Lorberg i L. Nikolai. Dworzec otwarto 28 maja 1886 w obecności cesarza Aleksandra III). Budynek został zniszczony w czasie I wojny światowej (1915) przez cofające się wojska rosyjskie.

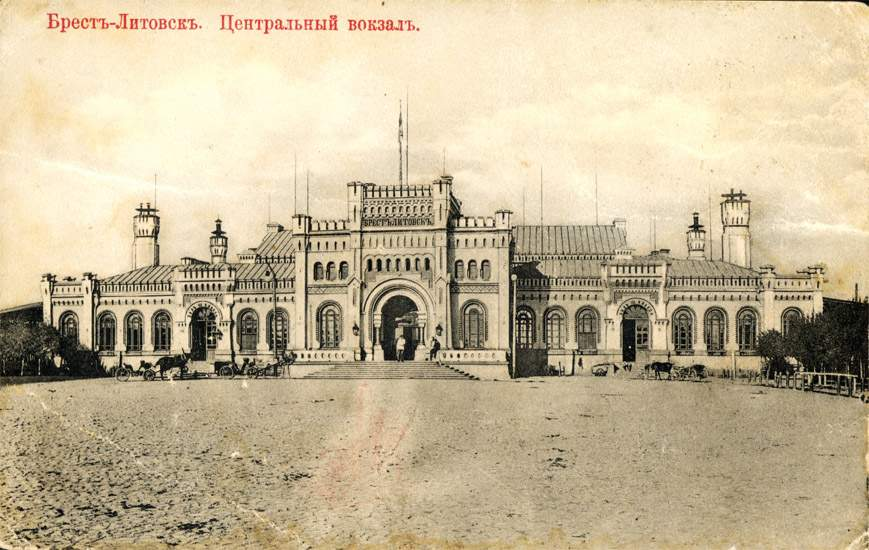
Pierwszy dworzec w Brześciu Litewskim

W czasie, gdy Brześć należał do II Rzeczypospolitej, zbudowano nowe budynki stacyjne. Według wspomnień współczesnych, „Okazały, biały budynek stacji kolejowej, przebudowany w 1930, miał obszerną główną salę. U jej wejścia, w donicach stały dwie duże palmy, a podłogę pokrywała barwnie stonowana mozaikowa posadzka. Wnętrze stacji było przyjemne i eleganckie. W rogu sali dla wygody podróżujących mieścił się bufet zaopatrzony w lokalne przysmaki. Z dworca wiodły dwa główne wyjścia, z frontu na podjazd zasadniczo przeznaczony dla ruchu kołowego, natomiast od tyłu było wyjście dla pieszych. Przed frontem dworca, po obu stronach szerokiego placu, stały jednokonne dorożki. Dorożkarze czekający na pasażerów drzemali na kozłach, albo w małych grupkach prowadzili żywe rozmowy; konie łbami zatopionymi w zawieszonych workach z obrokiem spokojnie posilały się opędzając ogonami natarczywe muchy”.
Główny budynek dworcowy, uszkodzony w czasie II wojny światowej, przebudowano w stylu klasycyzmu stalinowskiego w latach 1953–1957, czemu sprzyjał m.in. Kliment Woroszyłow. Na bazie zrujnowanego przedwojennego dworca zbudowano gmach w stylu socrealizmu z dwukondygnacyjną wieżą, na szpicu której znajduje się czerwona gwiazda. Położony na granicy polsko-sowieckiej dworzec miał być wizytówką Kraju Rad. Jak pisze Ryszard Kapuściński: „Dworzec w Brześciu został kiedyś zbudowany w stylu stalinowskiej architektury pokazowej (brama wjazdowa do Związku Radzieckiego) – blichtr, pompa, złocenia marmury. Ale wszystko to przeszłość. Tynki odpadają, odrzwia nie chcą się zamknąć, żyrandole połamane, poskręcane, ślepe”.
W latach 2000. dworzec w Brześciu przeszedł gruntowną rekonstrukcję (z zachowaniem wszystkich symboli komunistycznych).